# Sausage Party - Vita segreta di una salsiccia
Sausage Party - Vita segreta di una salsiccia (Sausage Party) è un film d'animazione del 2016, diretto da Greg Tiernan e Conrad Vernon.

## Trama
In un supermercato chiamato Shopwell's gli alimenti in vendita adorano i compratori umani, ritenendoli degli dei che li porteranno nel Grande Oltre quando li acquisteranno. Tra gli articoli nel supermercato vi sono tre würstel di nome Frank, Barry e Carl, che sognano di poter andare nel Grande Oltre; in particolare, Frank sogna di farlo insieme alla sua fidanzata Brenda, un panino, e consumare lì il loro rapporto. I pacchi di Frank e Brenda vengono scelti insieme dalla stessa acquirente, Camille Toh, ma mentre gli articoli scelti dall'acquirente si animano ed esultano per il loro essere stati scelti all'interno del carrello, un vasetto di mostarda dolce precedentemente riportato indietro e rimesso sugli scaffali interrompe i festeggiamenti, raccontando, in evidente stato di agitazione, che il Grande Oltre non è per nulla ciò che essi sono stati portati a credere; prima di suicidarsi buttandosi giù dal carrello, la mostarda dice a Frank di parlare con Acquavite, che è a conoscenza della verità sul Grande Oltre.
Il suicidio del vasetto di mostarda crea uno scontro tra i carrelli della compratrice e un altro cliente del supermercato, che causa la caduta dal carrello di diversi articoli tra i quali Frank, Brenda, un lavash halal di nome Kareem Abdul Lavash, un bagel kosher chiamato Sammy Bagel Jr. e una lavanda vaginale dal comportamento aggressivo che risponde al nome di Don Lavanda. L'impatto ha conseguenze letali per diversi articoli e gravi per altri, come per Lavanda, a cui si piega malamente l'ugello e che ritiene Frank responsabile del guaio. Quando sopraggiunge l'inserviente addetto alla pulizia, Darren, Lavanda tenta di salvarsi e viene gettato nel cestino; Frank, Brenda, Kareem e Sammy riescono invece a fuggire, ritrovandosi a vagabondare nel supermercato. Nel retro, Lavanda riesce ad uscire dal cestino della spazzatura e, dopo aver cannibalizzato un succo di uva danneggiato, acquista nuove forze e si prepara alla vendetta contro Frank.
Nel frattempo i quattro superstiti decidono di ritornare ai propri scaffali d'origine con l'idea di infilarsi in nuovi pacchetti nella speranza di venire nuovamente scelti. Frank, che vuole verificare le parole del vasetto di mostarda, conduce il gruppo attraverso l'isola dei liquori facendogli credere che sia una scorciatoia, mentre vengono pedinati segretamente da Lavanda. Mentre il resto del gruppo fa la conoscenza di un taco femmina lesbica di nome Teresa, attratta sessualmente da Brenda, Frank fa la conoscenza di Acquavite e di altri due articoli non-deperibili, Twink, una merendina snack gay, e Mr. Grits, una scatola di cereali. I tre, che non hanno data di scadenza (quindi immortali) e abitano nel supermercato da quando è stato aperto, svelano a Frank che quella del Grande Oltre è una storia inventata e di come in verità il cibo venga mangiato dopo essere stato comprato; Acquavite rivela che, quando il supermercato venne aperto, c'era il caos generale poiché gli alimenti che vi abitavano erano tutti consapevoli della verità. I non deperibili entrarono in azione per calmare il caos che regnava e inventarono la storia del Grande Oltre, dove gli umani, una volta comprati gli alimenti, si sarebbero occupati con amore realizzando ogni loro desiderio. Acquavite si rivela essere colui che ha scritto la musica di apertura del supermercato (trovandone l'ispirazione in una notte che era totalmente strafatto) e Twink ne è il paroliere. Col tempo la musica venne accettata, ma nel corso degli anni venne cambiata e modificata da tutti i reparti per sostenere il proprio punto di vista, soprattutto a causa del vasetto di crauti Hitler. Acquavite, insieme agli altri non-deperibili, nel corso degli anni si adoperò a far mantenere il segreto agli alimenti del supermercato che vennero riportati indietro per errore e che vennero a conoscenza della verità per evitare che nel supermercato degenerasse il caos. Sconvolto della rivelazione, Frank intende raccontare il segreto a tutti, ma poiché Acquavite afferma che nessuno gli crederà, Frank insiste se ci sono delle prove concrete in quello che gli hanno raccontato, al che Twink lo istruisce di andare nel reparto oscuro, oltre a quello dei surgelati (reparto evitato con terrore dagli alimenti), dove troverà le risposte che cerca benché lo avverta che ciò potrebbe traumatizzarlo.
Nel frattempo Barry, Carl e il resto degli articoli che sono stati acquistati rimangono inorriditi e terrorizzati vedendo i loro amici venire brutalmente trucidati, cucinati e mangiati dalla loro acquirente. Barry e Carl cercano di scappare, ma quest'ultimo viene infilzato ed aperto in due da un coltello poco prima di saltare giù dalla finestra, cadendo invece nel lavandino. Salvatosi, Barry si trova a vagabondare da solo sulla strada, rifugiandosi poi a casa di un tossicodipendente. Lì incontra Gomma, una gomma da masticare molto intelligente, costretta su una sedia a rotelle motorizzata e dotata di sintetizzatore vocale come Stephen Hawking. Il tossico si prepara una dose di sali da bagno con un procedimento simile a quello dell'eroina e procede ad iniettarsi la droga per via endovenosa. Durante il viaggio, il ragazzo riesce a comunicare con Barry e gli altri articoli già presenti in casa, tra cui una fetta di pizza a cui "aveva divorato le gambe". Dopo essere svenuto per una crisi di panico, il tossico capisce che è stato tutto effetto dei sali da bagno e cerca di cucinare Barry in una pentola di acqua bollente, ma manca fatalmente il bersaglio, scivola e cade per terra, per poi venire decapitato da un'ascia che crolla a causa dell'urto della caduta.
Al supermercato Frank si riunisce finalmente agli altri superstiti e li informa del suo desiderio di voler viaggiare oltre i territori freddi per conoscere la verità sugli umani e sul Grande Oltre. Brenda disapprova il comportamento di Frank e decide di ritornare all'isola dei panini senza di lui, declinando tra l'altro le avance di Teresa poiché le regole degli "dei" le impongono di poter stare solamente con un würstel. Frank non demorde e si reca da solo al di là della sezione congelati, in un reparto di articoli da cucina, dove scopre la verità sul cibo leggendo un ricettario nella sezione degli utensili da cucina; aprendo il libro, Frank guarda orripilato foto dove il cibo che viene divorato dagli umani dall'aspetto grottesco e dove gli alimenti mostrano espressioni di assoluto terrore. Consapevole che i non-deperibili gli avevano detto la verità, Frank strappa una pagina dal ricettario e la mostra attraverso gli schermi del supermercato a tutti gli altri articoli, che dopo un iniziale panico decidono di non credergli temendo di perdere il loro scopo nella vita. Frank allora si riunisce con Barry che è riuscito a ritornare allo Shopwell's con i suoi nuovi compagni; Barry mostra la testa mozzata del tossicodipendente umano, rivelando che gli dei possono essere uccisi a loro volta e che possono vederli e capirli qualora vengano drogati con dei sali da bagno.
Gli articoli del supermercato mettono dunque a punto un piano per drogare gli acquirenti umani con degli stuzzicadenti imbevuti di droga ai sali da bagno, così che gli umani possano finalmente vederli e comunicare con loro. Quando gli umani, sotto l'effetto della droga, entrano nel panico e cominciano ad uccidere o divorare gli articoli, Frank prova a parlare di nuovo agli altri articoli e cibi del supermercato, scusandosi per i modi bruschi utilizzati in precedenza. Il discorso di Frank motiva gli articoli, innescando così una battaglia tra loro e gli umani lungo tutto il supermercato. Lavanda, ormai divenuto un pericoloso killer psicopatico, ne approfitta per prendere il controllo dell'inserviente Darren, munito di rivoltella, infilandosi nel suo ano e controllandolo come un burattino attraverso i testicoli; tramite l'umano, addenta Frank, ferendolo gravemente e minacciando di ucciderlo, ma nel mentre gli altri cibi decidono di aiutarlo facendo finire Darren e Lavanda in un cestino dello spazzatura, che attraverso delle bombole del gas viene lanciato fuori dal supermercato e l'esplosione uccide i due. Dopo una estenuante battaglia, il cibo e gli altri articoli hanno la meglio sugli umani, che vengono uccisi in svariati modi. Finalmente liberi, tutti i cibi e gli altri articoli si lasciano andare ad una gigantesca orgia per festeggiare.
Al termine dell'orgia, gli articoli vengono informati da Acquavite e da Gomma che essi stessi non esistono e sono meramente dei cartoni animati, controllati da attori reali e doppiati da altri attori che risiedono in un'altra dimensione. Gomma rivela inoltre di aver costruito un portale che permetterà di viaggiare verso quella dimensione e la compagnia decide di attraversare il portale per incontrare i loro creatori.

## Produzione
Il budget del film è stato di 19 milioni di dollari.

## Promozione
Il primo trailer del film viene diffuso il 14 marzo 2016 attraverso il canale YouTube della Sony Pictures Entertainment.

## Distribuzione
Una versione non definitiva del film è stata presentata al South by Southwest il 14 marzo 2016, ed è stata distribuita nelle sale cinematografiche statunitensi a partire dal 12 agosto seguente. In Italia il film è stato distribuito il 31 ottobre dello stesso anno.

### Divieti
La pellicola ha ricevuto la classificazione "R" (in Italia vietato ai minori di 14 anni non accompagnati da un adulto) dalla Motion Picture Association of America per "contenuti esplicitamente sessuali, uso di droghe e linguaggio scurrile".

## Accoglienza

### Incassi
La pellicola ha incassato 140,7 milioni di dollari in tutto il mondo, di cui 97,6 nel Nord America e 43 nel resto del mondo.

### Critica
Sull'aggregatore di recensioni Rotten Tomatoes il film riceve l'82% delle recensioni professionali positive, con un voto medio di 6,8 su 10 basato su 239 critiche, mentre su Metacritic ottiene un punteggio di 66 su 100, basato su 39 recensioni.

## Riconoscimenti
- 2016 - Annie Award[7]
  - Candidatura per il miglior montaggio in un film d'animazione
- 2017 - MTV Movie Awards[8]
  - Candidatura per la miglior performance comica a Seth Rogen

## Sequel
L'11 luglio 2024 è stata distribuita su Prime Video una serie animata sequel dal titolo Sausage Party: Foodtopia, ideata sempre da Seth Rogen e Evan Goldberg; è composta da otto episodi e il cast vocale vede il ritorno di Seth Rogen, David Krumholtz, Michael Cera, Edward Norton e Kristen Wiig con le nuove entrate di Will Forte, Sam Richardson e Natasha Rothwell.